# Колючник
Колю́чник, или Карли́на (лат. Carlína, в честь императора Священной Римской империи Карла V) — род напоминающих чертополох травянистых цветковых растений семейства Астровые, или Сложноцветные (Asteraceae). В Европе наиболее распространены Колючник бесстебельный (Carlina acaulis) и Колючник обыкновенный (Carlina vulgaris).
Представители рода — большей частью многолетние растения с укороченным стеблем, листья собраны в розетки.

## Ботаническое описание
Однолетние и многолетние травянистые растения, иногда древеснеющие у основания стебля.
Листья супротивные или прикорневые, от цельных до глубокорассеченных, по краю обычно с зубчатыми выступами, оканчивающимися колючками.
Соцветия (также известные как цветочные головки или capitula) сидячие или на коротких цветоножках, одиночные или цимозные, часто щитковидные.
Цветоложе плоское, с чешуйками, изредка также с короткими волосками. Чешуйки разделены на линейные сегменты у вершины или практически до основания. Прицветники расположены в несколько рядов, внешние обычно схожи с верхними листьями, внутренние — цельные, пленчатые, блестящие.
Настоящие цветки обоеполые, венчик пятидольный, пыльники утолщенные.
Семянки вытянутые, опушенные. Паппус в виде кольца перистых волосков, обычно объединенных в группы у основания.

## Значение и применение
Некоторые виды используются как декоративные садовые растения.

## Классификация

### Таксономия[3]
Carlina L., 1753, Sp. Pl. : 828
Род Колючник относится к семейству Астровые (Asteraceae) порядка Астроцветные (Asterales). Кладограмма в соответствии с Системой APG IV:
|  |                                      |  |                                   |                                   |                    |  | ещё 10 семейств |               |               |                                                                                |
|  |                                      |  |                                   |                                   |                    |  |                 |               |               | 32 подтвержденных и 36 в статусе "непроверенных" видов и инфравидовых таксонов |
|  |                                      |  |                                   | порядок Астроцветные              |                    |  |                 |               | род Колючник  |                                                                                |
|  |                                      |  |                                   | порядок Астроцветные              |                    |  |                 |               | род Колючник  |                                                                                |
|  | отдел Цветковые, или Покрытосеменные |  |                                   |                                   | семейство Астровые |  |                 |               |               |                                                                                |
|  | отдел Цветковые, или Покрытосеменные |  |                                   |                                   |                    |  |                 |               |               |                                                                                |
|  |                                      |  | ещё 63 порядка цветковых растений | ещё 63 порядка цветковых растений |                    |  |                 | ещё 1804 рода | ещё 1804 рода |                                                                                |
|  |                                      |  |                                   | ещё 63 порядка цветковых растений |                    |  |                 |               | ещё 1804 рода |                                                                                |

### Виды
По одной из классификаций виды рода разделены на шесть подродов:
- Подрод Carlowizia (Канарские острова)
  - Carlina canariensis Pit.
  - Carlina salicifolia (L.f.) Cav.
  - Carlina xeranthemoides L.f.
- Подрод Lyrolepis (Крит, юго-восточные Эгейские острова)
  - Carlina diae Meusel & Kästner
  - Carlina tragacanthifolia Klatt
- Подрод Mitina (Средиземноморье)
  - Carlina lanata L.
  - Carlina racemosa L.
- Подрод Heracantha (Средиземноморье)
  - Carlina acanthifolia All.
  - Carlina acaulis L. — Колючник бесстебельный Carlina acaulis subsp. caulescens (Lam.)Schübl. et G.Martens
  - Carlina atlantica Pomel
  - Carlina barnebiana B.L.Burtt & P.H.Davis
  - Carlina brachylepis (Batt.) Meusel & Kästner
  - Carlina corymbosa L.
  - Carlina curetum Halácsy
  - Carlina graeca Heldr. & Sartori
  - Carlina guittonneaui Dobignard
  - Carlina hispanica Lam.
  - Carlina involucrata Poir.
  - Carlina kurdica Meusel & Kästner
  - Carlina libanotica Boiss.
  - Carlina pygmaea (Post) Holmboe
  - Carlina sicula Ten.
  - Carlina sitiensis Rech.f.

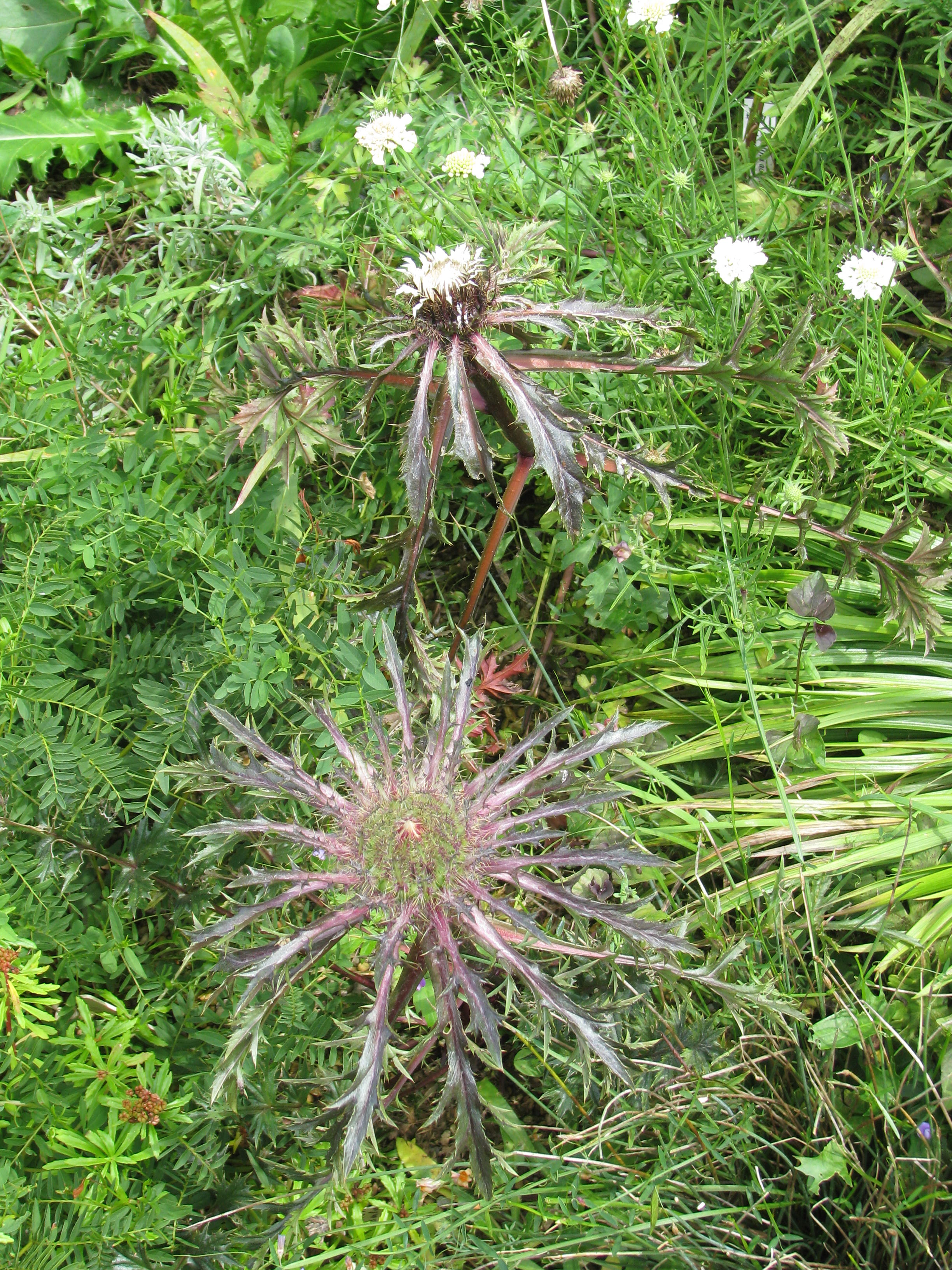

- Подрод Carlina (от Средиземноморья до средней Европы)
  - Carlina biebersteinii Bernh. ex Hornem. — Колючник Биберштейна
  - Carlina frigida Boiss. & Heldr.
  - Carlina macrocephala Moris
  - Carlina nebrodensis DC.
  - Carlina oligocephala Boiss. & Kotschy
  - Carlina vulgaris L. — Колючник обыкновенный
- До сегодняшнего дня не получивший название подрод содержит средиземноморские виды, ранее причислявшиеся к Atractylis или считавшийся самостоятельный родом Chamaeleon[5][6]
  - Carlina comosa (Spreng.) Greuter
  - Carlina gummifera (L.) Less.
  - Carlina macrophylla (Desf.) DC.